# The Very Best Of (이글스의 음반)
| 전문가 평가   | 전문가 평가 |
| 평가 점수     | 평가 점수   |
| 출처          | 점수        |
| ------------- | ----------- |
| AllMusic      | [ 1 ]       |
| Rolling Stone | [ 2 ]       |

《The Very Best Of》(영국, 호주, 뉴질랜드에서 《The Complete Greatest Hits》로 발매)는 2003년 10월 21일에 발매된 미국의 록 밴드 이글스의 2장짜리 컴필레이션 음반이다. 이 음반은 이전에 발매된 두 개의 이글스 컴필레이션 음반(《Their Greatest Hits (1971–1975)》와 《Eagles Greatest Hits, Vol. 2》)에 수록되었던 모든 트랙과 처음 두 개의 컴필레이션, 음반 트랙 및 새 트랙 〈Hole in the World〉에 수록되지 않은 다른 싱글들을 결합했다.
《The Very Best Of》에 동봉된 책자에는 카메론 크로우가 편집한 글렌 프라이와 돈 헨리의 모든 노래에 대한 논평이 포함되어 있다.
《The Very Best Of》는 또한 한정판 3장 세트로서 발매되었으며, 세 번째 디스크는 신곡 〈Hole in the World〉의 비디오와 비디오 피처와 〈Backstage Pass to Farewell 1〉의 제작이 포함된 보너스 DVD이다.

## 커버 아트
깃털이 달린 말의 두개골인 커버의 작품은 보이드 엘더가 그린 것이다. 엘더는 또한 이글스의 1975년 음반 《One of These Nights》와 그들의 컴필레이션 음반 《Their Greatest Hits (1971–1975)》의 두개골 작품을 제작했다.

## 상업적 성과
이 음반은 2003년 11월 8일, 162,000장이 팔리며 빌보드 200에 3위로 데뷔했다. 차트에는 62주가 걸렸다. 이 음반은 2003년 12월 17일, 미국 음반 산업 협회에 의해 골드, 플래티넘, 더블 플래티넘 레코드를 획득했고 2004년 12월 13일, 트리플 플래티넘을 달성했다. 이 음반은 미국에서 5백만 장 이상 팔렸다.
2007년 12월, 현재 아이리시 음반 차트에서 325주 이상을 보내며 발매 이후 사실상 차트에서 벗어나지 못하고 있다. 영국에서는 2003년 11월 1일, 음반(《The Complete Greatest Hits》)이 처음 27위까지 올랐지만, 이 음반은 2006년 6월, 영국 음반 차트에서 9위로 정점을 찍으면서 차트에 다시 진입했다.

## 곡 목록
| #   | 제목                         | 작사·작곡                          | 재생 시간 |
| --- | ---------------------------- | ---------------------------------- | --------- |
| 1.  | 〈Take It Easy〉             | 잭슨 브라운, 글렌 프라이           | 3:29      |
| 2.  | 〈Witchy Woman〉             | 돈 헨리, 버니 리던                 | 4:10      |
| 3.  | 〈Peaceful Easy Feeling〉    | 잭 템프친                          | 4:16      |
| 4.  | 〈Desperado〉                | 헨리, 프라이                       | 3:33      |
| 5.  | 〈Tequila Sunrise〉          | 헨리, 프라이                       | 2:52      |
| 6.  | 〈Doolin-Dalton〉            | 브라운, 프라이, 헨리, J. D. 사우더 | 3:26      |
| 7.  | 〈Already Gone〉             | 템프친, 롭 스트랜드런드            | 4:13      |
| 8.  | 〈Best of My Love〉          | 헨리, 프라이, 사우더               | 4:35      |
| 9.  | 〈James Dean〉               | 브라운, 프라이, 사우더, 헨리       | 3:36      |
| 10. | 〈Ol' '55〉                  | 톰 웨이츠                          | 4:22      |
| 11. | 〈Midnight Flyer〉           | 폴 크래프트                        | 3:58      |
| 12. | 〈On the Border〉            | 헨리, 리던, 프라이                 | 4:28      |
| 13. | 〈Lyin' Eyes〉               | 헨리, 프라이                       | 6:21      |
| 14. | 〈One of These Nights〉      | 헨리, 프라이                       | 4:51      |
| 15. | 〈Take It to the Limit〉     | 랜디 마이즈너, 헨리, 프라이        | 4:48      |
| 16. | 〈After the Thrill Is Gone〉 | 헨리, 프라이                       | 3:56      |
| 17. | 〈Hotel California〉         | 돈 펠더, 헨리, 프라이              | 6:30      |

| #   | 제목                               | 작사·작곡                      | 재생 시간 |
| --- | ---------------------------------- | ------------------------------ | --------- |
| 1.  | 〈Life in the Fast Lane〉          | 조 월시, 헨리, 프라이          | 4:46      |
| 2.  | 〈Wasted Time〉                    | 헨리, 프라이                   | 4:55      |
| 3.  | 〈Victim of Love〉                 | 펠더, 사우더, 헨리, 프라이     | 4:11      |
| 4.  | 〈The Last Resort〉                | 헨리, 프라이                   | 7:25      |
| 5.  | 〈New Kid in Town〉                | 사우더, 헨리, 프라이           | 5:04      |
| 6.  | 〈Please Come Home for Christmas〉 | 찰스 브라운, 진 레드           | 2:58      |
| 7.  | 〈Heartache Tonight〉              | 헨리, 프라이, 밥 시거, 사우더  | 4:26      |
| 8.  | 〈The Sad Café〉                   | 헨리, 프레이, 월시, 사우더     | 5:35      |
| 9.  | 〈I Can't Tell You Why〉           | 티머시 B. 슈미트, 헨리, 프라이 | 4:56      |
| 10. | 〈The Long Run〉                   | 헨리, 프라이                   | 3:42      |
| 11. | 〈In the City〉                    | 월시, 배리 드 보존             | 3:46      |
| 12. | 〈Those Shoes〉                    | 펠더, 헨리, 프라이             | 4:56      |
| 13. | 〈Seven Bridges Road (Live)〉      | 스티브 영                      | 3:02      |
| 14. | 〈Love Will Keep Us Alive〉        | 피트 베일, 짐 카팔디, 폴 캐럭  | 4:00      |
| 15. | 〈Get Over It〉                    | 헨리, 프라이                   | 3:29      |
| 16. | 〈Hole in the World〉              | 헨리, 프라이                   | 4:19      |

## 인증
| 국가                                                                                         | 인증        | 판매량/출하량 |
| -------------------------------------------------------------------------------------------- | ----------- | ------------- |
| 오스트레일리아 (ARIA)                                                                        | 4× 플래티넘 | 280,000^      |
| 캐나다 (뮤직 캐나다)                                                                         | 2× 플래티넘 | 200,000^      |
| 이탈리아 (FIMI) sales since 2009                                                             | 골드        | 25,000*       |
| 네덜란드 (NVPI)                                                                              | 플래티넘    | 80,000^       |
| 뉴질랜드 (RMNZ)                                                                              | 2× 플래티넘 | 30,000^       |
| 스페인 (PROMUSICAE)                                                                          | 골드        | 50,000^       |
| 영국 (BPI)                                                                                   | 3× 플래티넘 | 900,000       |
| 미국 (RIAA)                                                                                  | 5× 플래티넘 | 5,000,000^    |
| 요약                                                                                         |             |               |
| 유럽 (IFPI)                                                                                  | 2× 플래티넘 | 2,000,000*    |
| *판매량을 기반으로 한 인증 · ^출하량을 기반으로 한 인증 · 판매량+스트리밍을 기반으로 한 인증 |             |               |